# 493
Năm 493 là một năm trong lịch Julius.